# Contea di Jinsha
La contea di Jinsha (金沙县S, JīnshāP) è una contea della Cina, situata nella provincia del Guizhou e amministrata dalla prefettura di Bijie.